# Madonna met kind (Michelangelo)

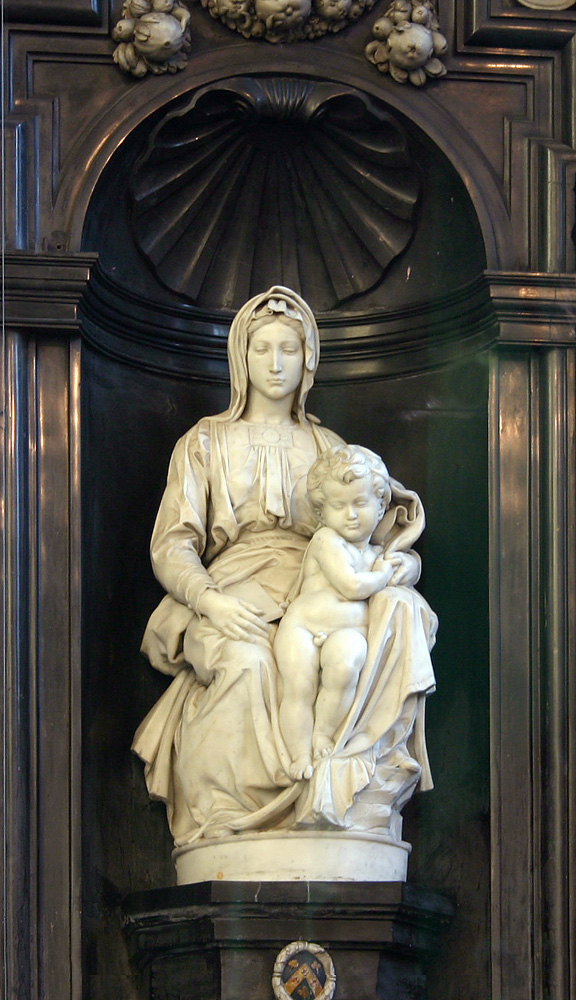
Madonna met kind

De Madonna met kind, ook bekend als de Brugse Madonna, is een marmeren beeldhouwwerk gemaakt door Michelangelo van Maria met het kind Jezus. Het beeld, bewaard in de Onze-Lieve-Vrouwekerk in Brugge, is waarschijnlijk het enige beeldhouwwerk van Michelangelo dat tijdens zijn leven Italië verliet.

## Beschrijving
Het beeld uit carraramarmer is met een hoogte van 128 cm nagenoeg levensgroot. Het weegt bijna 750 kg. Michelangelo maakte het tussen 1501 en 1504, vlak nadat hij zijn beroemde Pietà had gemaakt. Het beeld in Brugge kent dan ook overeenkomsten in stijlkenmerken met dat beeld, bijvoorbeeld in het gezicht van Maria, maar ook met de manier waarop de kleding vormgegeven is.
Het beeld heeft stijlinvloeden van de Byzantijnse icoon hodegetria en de beeldvorm sedes sapientiae. Kunsthistorici zien daarnaast invloeden van de Italiaanse beeldhouwers Jacopo della Quercia en Donatello. Opvallend aan het beeld is de houding van de twee figuren. Waar de klassieke weergave van het thema de Mariafiguur vaak afbeeldde als een moeder die het kind liefdevol in haar armen heeft, is in deze weergave het Christuskind opmerkelijk groot. Het kind staat vrijwel zonder steun rechtop, op het punt zich van zijn moeder te verwijderen, de wereld tegemoet. Maria kijkt niet naar het kind, maar wend haar droevige blik naar beneden, alsof ze weet welk lot hem later te wachten staat. Michelangelo verwerkte passiemetaforen in de groep, zoals Maria's boek dat in de rechterzij van het kind prikt.
De beeldengroep is onderdeel van het Mouscron-altaar. Op de horizontale as staan de theologische deugden van geloof, liefde en hoop, terwijl verticaal de eucharistie het thema is.

## Geschiedenis van het beeld

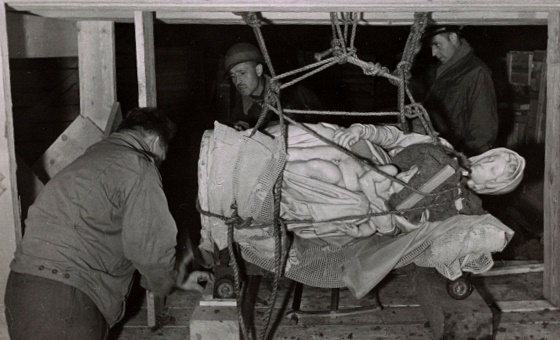
In de zoutmijn in 1945

Het beeld werd voor 100 gouden dukaten verworven door Jan en Alexander van Moeskroen (Mouscron, Moucheron, in Italië bekend als Giovanni en Alessandro Moscheroni). Zij behoorden tot een rijke Brugse familie van lakenhandelaren, in de tijd toen de stad op het toppunt van haar economische bloei stond. De Florentijnse broers Baldassare en Giovanni Balducci waren de bankiers die de financiële belangen behartigden van zowel de Moeskroens als Michelangelo. Zij schreven de eerste betaling van 50 dukaten "voor een standbeeld" in hun boeken op 2 december 1503. Een tweede betaling van hetzelfde bedrag werd in oktober van het volgende jaar geregistreerd. Het zijn ook deze bankiers die op 13 augustus 1506 aan Michelangelo schrijven dat het beeld via Lucca naar Brugge was verscheept. In 1514 schonken Jan Mouscron en zijn vrouw het beeld aan de Onze-Lieve-Vrouwekerk, als onderdeel van een altaar met tabernakel. Dit Mouscron-altaar kwam in een kapel van de zuidelijke beuk, waar ze zelf met een aantal leden van hun familie werden begraven. De volgende vermelding was in het reisdagboek van Albrecht Dürer, die het beeld in 1521 in Brugge zag.
In 1942 stelde kunsthistoricus Wilhelm Valentiner de hypothese dat de Brugse Madonna deel zou hebben uitgemaakt van de opdracht voor het Piccolomini-altaar in de Kathedraal van Siena, waar Michelangelo enkele beelden voor vervaardigde. In 2020 heeft Jan Vandemoortele deze hypothese ontkracht. Hij acht het meer dan waarschijnlijk dat het om een directe opdracht van de broers Mouscron ging, want Michelangelo was een klant van hen en er zijn sporen van een eerste schijf die ze aan de kunstenaar betaalden.
Het beeld verliet België tweemaal. De eerste keer in 1794 toen de Franse bezetter het roofde en het naar Parijs bracht. Na de nederlaag van Napoleon keerde het op 3 januari 1816 terug naar Brugge.
Tijdens de terugtrekking van de Duitse troepen in 1944 werd het beeld in de nacht van 6 op 7 september door Duitsers opgehaald en, gewikkeld in een matras, in een vrachtwagen met het Rode Kruis-embleem weggevoerd, samen met nog een tiental schilderijen uit dezelfde kerk. Via Nederland kwam de zending in Duitsland aan. In 1945 werd alles teruggevonden in een zoutmijn in het Oostenrijkse Altaussee. Midden 1945 kwam de Madonna naar België terug. Na eerst een paar maanden te zijn tentoongesteld in het Koninklijk Museum voor Schone Kunsten in Brussel, werd het op 12 november 1945 weer in de Onze-Lieve-Vrouwekerk van Brugge geplaatst.
Na de aanval op de Pietà in het Vaticaan in 1972 werd het beeld in Brugge achter kogelwerend glas geplaatst. Het is nog steeds te bekijken, maar wel van op een afstand. Tot begin 21ste eeuw was de kerk vrij toegankelijk en kwamen minstens een miljoen bezoekers per jaar de Madonna bekijken. Sindsdien is een gedeelte van de kerk, waar de Madonna staat opgesteld, als museum afgezonderd en is de toegang betalend. Jaarlijks doen dit ongeveer 300 000 bezoekers.

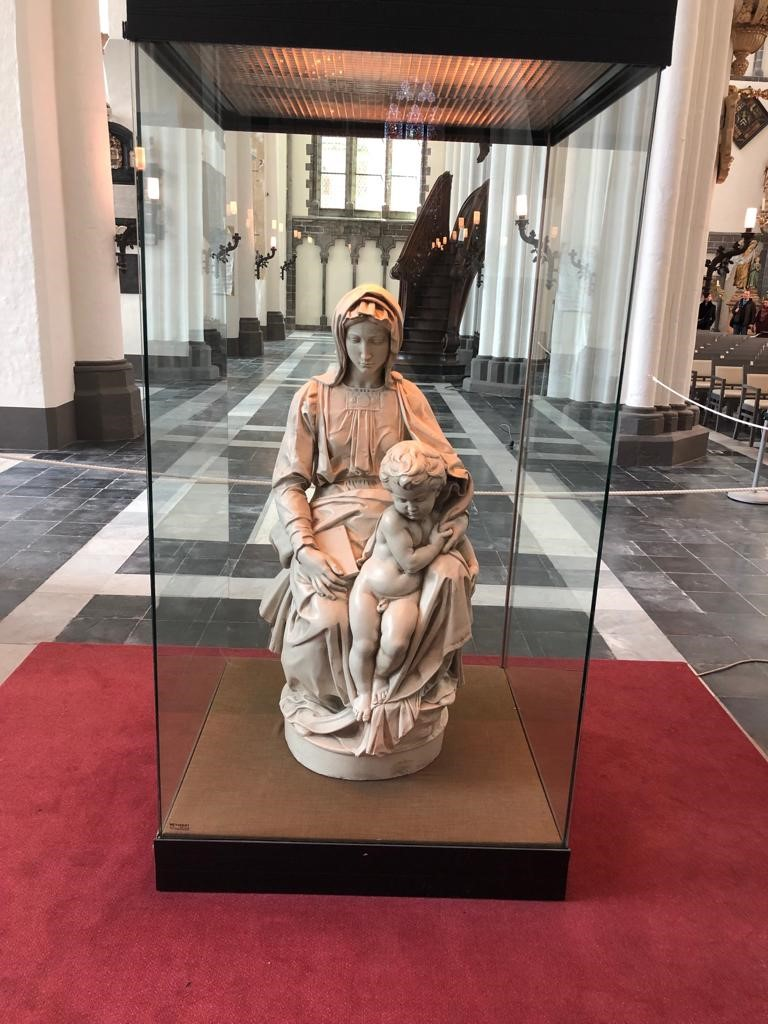
Replica van Michelangelo's Madonna in de O.L.Vrouwekerk te Brugge (april 2019)

## Replica's
Een onbekende beeldhouwer maakte voor een grafepitaaf in de Sint-Salvatorskathedraal een kopie op klein formaat.
Het Vaticaan bezit een bronzen replica.